# Bytom Bobrek
Bytom Bobrek – nieczynna stacja kolejowa w Bytomiu, w woj. śląskim, w Polsce. Stacja znajduje się przy ulicy Tadeusza Czackiego, na pograniczu dzielnic Karb i Bobrek, tuż obok KWK Bobrek.
Pasażerska część stacji funkcjonowała stabilnie do końca XX wieku, po zawieszeniu obsługi linii Bytom – Gliwice w 2001 roku pociągi pasażerskie obsługiwały tę stację jeszcze okresowo w latach 2008 i 2013. Kres obsługi pasażerów nastąpił w roku 2014, kiedy to przestały jeździć pociągi linii S15 relacji Gliwice – Bytom – Katowice – Sosnowiec Główny – Zawiercie.
W roku 2019 Urząd Transportu Kolejowego opublikował raport dotyczący dobowej wymiany pasażerów na stacjach i przystankach kolejowych w Polsce, stacja ta znalazła się w przedziale 0–9 pasażerów na dobę.
W 2020 roku rozpoczął się remont linii kolejowej nr 132, przy której znajduje się stacja, efektem prowadzonych prac była między innymi likwidacja peronów pasażerskich. 